# Biduedo (Puebla del Brollón)
Biduedo es una aldea española situada en la parroquia de Óutara, del municipio de Puebla del Brollón, en la provincia de Lugo, Galicia.

## Geografía
La aldea está situada junto al río Cabe a unos 500 metros de altitud. Se accede a ella por la carretera local LU-653 que une Puebla del Brollón e Hospital de Incio.

## Demografía
| Gráfica de evolución demográfica de Biduedo entre 2000 y 2020 |
|                                                               |
| Datos según el nomenclátor publicado por el INE.              |

## Patrimonio
- Cueva de las Choias.[5]
- Casa de Ferreira, con su capilla de San Francisco.
- Casa de Manuel María.